# أوليغ كرامينكو
أوليغ كرامينكو (بالأوكرانية: Крамаренко Олег Станіславович)‏ هو لاعب كرة قدم أوكراني في مركز الهجوم، ولد في 27 أغسطس 1994 في ميكولايف في أوكرانيا. لعب مع نادي تافريا سيمفروبول.

## وصلات خارجية
- أوليغ كرامينكو على موقع اتحاد أوكرانيا (الإنجليزية)
- أوليغ كرامينكو على موقع قاعدة بيانات كرة القدم.إي يو (الإنجليزية)
- أوليغ كرامينكو على موقع Soccerway.com (الإنجليزية)